# Félix Louis Leullier

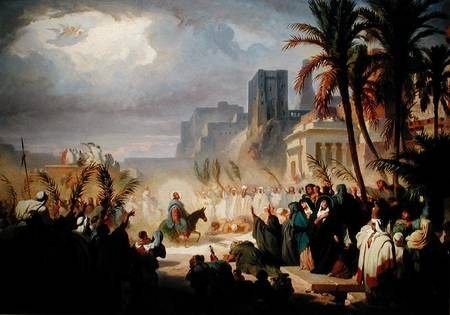
Intrarea în Ierusalim

Félix Leullier Louis (n. 1811 – d. 1882) a fost un pictor francez care a pictat cea mai mare parte subiecte religioase. El este un reprezentant al curentului romantic fiind un elev al lui Antoine-Jean Gros (1771 – 1835).